# 暴丽鱼属
暴麗魚屬，是條鰭魚綱䲁形目麗魚科下的一個屬。

## 分類
本屬屬於褶唇麗魚亞科，目前被認可的種如下：
- 大口暴麗魚 Tyrannochromis macrostoma
- 斑頭暴麗魚 Tyrannochromis maculiceps
- 黑腹暴麗魚 Tyrannochromis nigriventer
- 多齒暴麗魚 Tyrannochromis polyodon